# Stare Chabowo
Stare Chabowo – wieś w Polsce położona w województwie mazowieckim, w powiecie sierpeckim, w gminie Zawidz.
| SIMC    | Nazwa   | Rodzaj    |
| ------- | ------- | --------- |
| 0579945 | Bełkowo | część wsi |

W latach 1975–1998 miejscowość administracyjnie należała do województwa płockiego.